# UGC 47
UGC 47 es una galaxia espiral localizada en la constelación de Pegaso.